# ホテル・ザ・ルーテル
ホテル・ザ・ルーテル（ホテル・ザ・ルーテル、英：Hotel the Lutheran）は大阪市中央区のホテル。

## 概要
1975年11月に日本福音ルーテル教会の収益事業の一つとして開業する。1999年12月に改築のために営業を休止し、2001年12月に新しい建物で営業を再開した。ホテルの運営はグランビスタホテル＆リゾートが行っている。
谷町筋から上町台地にむかって登る坂の途中にあり、ホテルの目の前にあるクスノキの巨木がランドマークである。大阪市の中心地ではあるが、付近は官公庁や医療機関が多く、落ち着いた雰囲気がある。
ホテル建物は10階建てで、１、２階部分には日本福音ルーテル大阪教会が入っており、ファサードには大きな十字架がある。ホテルの名前になっている「ルーテル」も、ドイツの宗教改革者マルティン・ルターの名前にちなむ。

## 施設
客室数：180室（3階～10階）
駐車場：乗用車22台（ホテル地下）
1階にはフロントとレストランがあり、3階には会議や研修、パーティに使用できる多目的ルームがある。

## アクセス
大阪メトロ谷町四丁目駅より1-B出口より徒歩１分。
最寄りの谷町四丁目駅には、地下鉄の大阪メトロ谷町線と中央線の２路線が利用でき、大阪のどこを訪れるのにも便利である。

## 周辺
ホテルは大阪城の大手門から約500メートルの場所にある。大阪歴史博物館や難波宮跡なども近く、大阪の歴史を身近に感じられる立地である。
また周辺は官庁街であり、来阪出張などのビジネスユースでも利用できる。
梅田と天王寺に地下鉄で１本で行けるほか、大阪城ホールまでは約15分、海遊館には約20分、ユニバーサル・スタジオ・ジャパン（USJ）にも約30分で行ける。